# It Must Be Love
«It Must Be Love» (en español: «Tiene que ser amor») es un tema escrito y grabado originalmente en 1971 por Labi Siffre. Sin embargo, la versión más conocida es la del grupo de ska Madness de 1981.

## Vídeo musical
El vídeo muestra sobre todo a los miembros del grupo tocando en una habitación blanca y de pie sobre una tumba. También muestra al guitarrista Chris Foreman y al saxofonista Lee Thompson tocando sus instrumentos debajo del agua. Foreman sale al principio del vídeo advirtiendo a los espectadores de que no intenten hacer la "proeza muy peligrosa" que van a ver, suponemos que se refiere a caminar fuera del agua con las aletas de buceo aún puestas, como una clara muestra de humor. Otros argumentan que puede referirse a arrojarse a la piscina con instrumentos eléctricos. Labi Siffre hace un cameo como violinista.

## Apariciones
El tema aparece en la película de 1989, un tipo de altura, con Jeff Goldblum, Rowan Atkinson y Emma Thompson. Suggs también aparece cantando esta canción.
Una versión con letras distintas también se usó para anunciar al Midland Bank al principio de los años 90. La versión original de Siffre también salió en un anuncio en el Reino Unido en 2007 para Vodafone. En España fue el tema musical para una campaña publicitaria de la empresa Gas Natural.
En 2011 la coreana Samsung la utiliza en uno de sus anuncios de su terminal estrella de entonces, el Samsung Galaxy S2, que se ambienta en un aniversario de una joven pareja.

## Publicaciones
El tema se reeditó en 1992. Esta vez llegó al número 6 de las listas británicas UK Singles Chart. Una versión algo remezclada con un final definitivo en vez de la versión original que se fundía salió en el recopilatorio de 2002 de Our House: the Best of Madness. Más recientemente, en 2007 una versión remezclada del tema salió en la película alemana de parodias "Neues vom Wixxer", junto a una nueva grabación llamada NW5. Junto a la remezcla del tema, se grabó un vídeo nuevo, con el grupo y los miembros del reparto.
También en 2007, Paolo Nutini hizo una versión del tema para el álbum de recopilatorios de la BBC Radio 1 Radio 1 Established 1967.

## Sencillos de 7"
1. «It Must Be Love» - 2:37
2. «Shadow on the House» - 3:19

- Datos: Q3041963